# Pfarrkirche Höbersbrunn

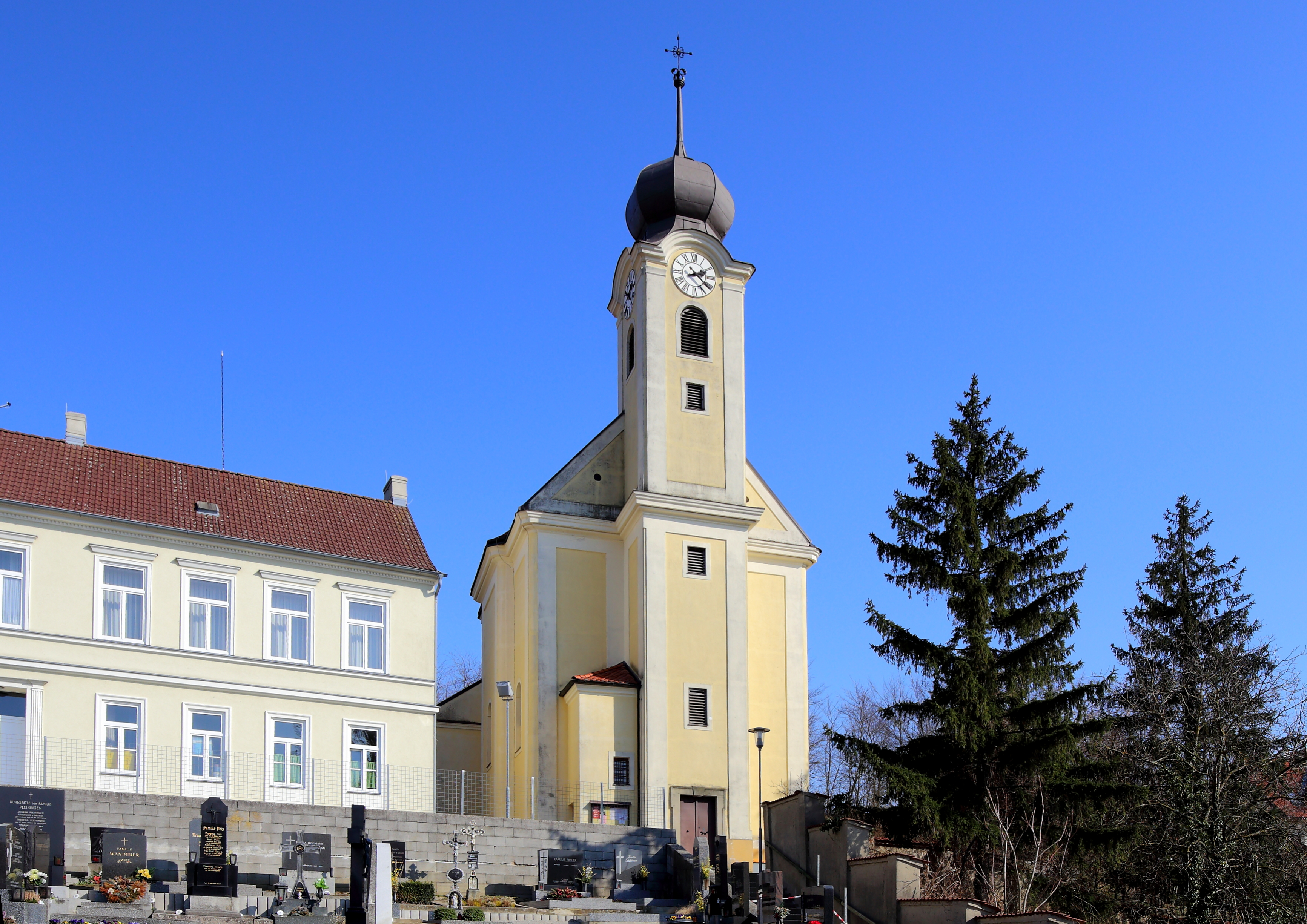
Katholische Pfarrkirche hl. Laurentius in Höbersbrunn

Die römisch-katholische Pfarrkirche Höbersbrunn steht auf einem Kirchhügel im Osten der Ortschaft Höbersbrunn in der Marktgemeinde Gaweinstal im Bezirk Mistelbach in Niederösterreich. Die dem Patrozinium des hl. Laurentius von Rom unterstellte Pfarrkirche gehört zum Dekanat Mistelbach-Pirawarth im Vikariat Unter dem Manhartsberg der Erzdiözese Wien. Die Kirche steht unter Denkmalschutz (Listeneintrag).

## Geschichte
Die Pfarre wurde 1783 gegründet.
Der barocke Kirchenbau wurde von 1748 bis 1754 erbaut.

## Architektur
Das Kirchenäußere zeigt ein Langhaus mit einem Fassadenturm und einem rund geschlossenen Chor. Die Westfront zeigt eine Lisenengliederung sowie einen Giebel über einem Gesims, der mittig vorgezogene Turm aus 1750 hat rundbogige Schallfenster und trägt einen Zwiebelhelm. Die Fassade des Langhauses springt beim mittigen Joch leicht vor und hat ein durchlaufendes Gesims.
Das Kircheninnere zeigt ein platzunterwölbtes Turmuntergeschoß und ein dreijochiges Langhaus unter Platzlgewölben auf eingestellten Wandpfeilern mit einer breiten Kämpferzone, das zweite Joche ist nischenartige vertieft. Die dreiteilige Empore ist platzlunterwölbt. Der Triumphbogen ist rundbogig. Der Chor hat ein Platzlgewölbe, das Chorgewölbefresko hl. Laurentius nennt F.K. 1939.

## Einrichtung
Der Hochaltar als marmorierter Holzwandaltar hat eine Säulenädikula mit einem geschwungenen Giebel, er zeigt das Altarbild Maria Immaculata um 1900 und trägt die barocken Figuren der Heiligen Laurentius und Markus und im Giebel Gottvater sowie die Konsolfiguren der Heiligen Sebastian und Rochus.
Die Orgel baute Johann M. Kauffmann 1883, die Orgel wurde 1941 umgebaut. Eine Glocke nennt Franz Josef Scheichel 1768.